# Otacílio Ferreira de Lacerda
Dom Otacilio Ferreira de Lacerda (Palma, 17 de novembro de 1960) é um bispo católico brasileiro. Foi bispo auxiliar de Belo Horizonte e é o quarto bispo de Guanhães.

## Biografia
Nascido em Itapiruçu, distrito do município de Palma, em 17 de novembro de 1960, filho de Nercília de Almeida Lacerda e de João Ferreira de Lacerda. Recebeu os sacramentos do batismo e da crisma em 31 de dezembro do ano seguinte, na Paróquia de Jesus Menino Deus, da Diocese de Leopoldina, em Recreio.
Aos sete anos, mudou-se com seus pais e mais sete irmãos para Guarulhos, onde recebeu a Primeira Eucaristia, em 1962, na Capela Nossa Senhora Aparecida, atualmente sob circunscrição da paróquia Santa Cruz e Nossa Senhora Aparecida, mas que na época pertencia à paróquia Nossa Senhora do Bonsucesso, no distrito de Presidente Dutra.
Desde muito jovem participava ativamente das atividades da Igreja; na adolescência, foi catequista, ministro da Eucaristia e coordenador da Capela Santa Luzia, que, hoje, é sede da paróquia homônima, no bairro Jardim Alvorada.
Entrou para o Seminário Diocesano de Guarulhos em 1982; após concluir os cursos de filosofia e teologia, foi ordenado diácono em 13 de dezembro de 1987. Alguns meses depois, foi ordenado padre em 10 de abril de 1988, por Dom João Bergese, então bispo de Guarulhos. Em 1996, formou-se em ciências sociais pela Pontifícia Universidade Católica de São Paulo.
Durante sua trajetória de quase 29 anos como presbítero da diocese de Guarulhos, Dom Otacílio foi pároco e vigário paroquial; presidente do projeto missionário Norte 1 e Sul 1; assessor da Pastoral Operária; assessor da Pastoral da Juventude e do Setor Juventude; diretor espiritual dos seminaristas (2008-2015), superintendente da Cáritas Diocesana; representante dos presbíteros (2003-2010); vice-ecônomo e coordenador diocesano de pastoral da diocese de Guarulhos.
Em janeiro de 2000, foi em missão para a Diocese de Ji-Paraná, em Rondônia, como pároco da Paróquia São João Batista de Presidente Médici. Retornou para Guarulhos no fim de 2002, assumindo a Paróquia do Bonsucesso. Em 23 de fevereiro de 2006, foi para a Paróquia Santo Antônio de Gopoúva.

## Episcopado
Em 21 de dezembro de 2016, foi nomeado pelo Papa Francisco, bispo auxiliar da Arquidiocese de Belo Horizonte, com a sé titular de Tulana.
Em 18 de março de 2017, foi ordenado bispo por Dom Walmor Oliveira de Azevedo, arcebispo metropolitano de Belo Horizonte, no Santuário Nacional de Nossa Senhora Aparecida, em Aparecida. Foram consagrantes Dom Edmilson Amador Caetano, bispo de Guarulhos, e Dom Emílio Pignoli, bispo emérito de Campo Limpo. 
Escolheu como lema episcopal Mihi vivere Christus Est (do latim: Para mim viver é Cristo).
Em 19 de junho de 2019, foi nomeado bispo da Diocese de Guanhães pelo Papa Francisco